# برساء بورتوريكية
برساء بورتوريكية (الاسم العلمي:Persea portoricensis) هي نوع غير مؤكد من النباتات يتبع جنس البرساء من الفصيلة الغارية. سمي هذا النوع نسبةً إلى بورتوريكو.